# Campionato mondiale di motocross 1992
Il campionato mondiale di motocross del 1992, fu la trentaseiesima edizione, fu disputato su 12 prove dal 29 marzo al 13 agosto 1992.
Al termine della stagione il belga Georges Jobé si è aggiudicato il titolo per la classe 500cc, lo statunitense Donnie Schmit si è aggiudicato la 250cc e il sudafricano Greg Albertyn ha conquistato la classe 125cc.

## 500 cc

### Calendario
| Prova | Data      | Gran Premio                   | Località                 | Vincitore GP      |
| ----- | --------- | ----------------------------- | ------------------------ | ----------------- |
| 1     | 5 aprile  | Gran Premio degli Stati Uniti | Glen Helen               | Jean-Michel Bayle |
| 2     | 3 maggio  | Gran Premio di Cecoslovacchia | Sverepec                 | Franco Rossi      |
| 3     | 10 maggio | Gran Premio d'Austria         | Sittendorf               | Franco Rossi      |
| 4     | 24 maggio | Gran Premio di Finlandia      | Ruskeasanta              | Kurt Nicoll       |
| 5     | 14 giugno | Gran Premio di San Marino     | Pista della Baldasserona | Kurt Nicoll       |
| 6     | 20 giugno | Gran Premio di Germania       | Reisersberg              | Georges Jobé      |
| 7     | 5 luglio  | Gran Premio di Gran Bretagna  | Hawkstone Park           | Billy Liles       |
| 8     | 12 luglio | Gran Premio di Francia        | Cussac                   | Georges Jobé      |
| 9     | 19 luglio | Gran Premio dei Paesi Bassi   | Valkenswaard             | Billy Liles       |
| 10    | 2 agosto  | Gran Premio del Belgio        | Namur                    | Kurt Nicoll       |
| 11    | 9 agosto  | Gran Premio del Lussemburgo   | Folkendange              | Kurt Nicoll       |
| 12    | 23 agosto | Gran Premio di Svizzera       | Roggenburg               | Kurt Nicoll       |

### Classifica finale piloti
| Pos. | Pilota         | Moto     | Punti |
| ---- | -------------- | -------- | ----- |
| 1    | Georges Jobé   | Honda    | 550   |
| 2    | Kurt Nicoll    | KTM      | 548   |
| 3    | Billy Liles    | Honda    | 460   |
| 4    | Joël Smets     | Honda    | 258   |
| 5    | Franco Rossi   | KTM      | 252   |
| 6    | Johan Boonen   | Kawasaki | 241   |
| 7    | Jorgen Nilsson | Honda    | 234   |
| 8    | Dirk Geukens   | Honda    | 212   |
| 9    | Jeremy Whatley | Honda    | 199   |
| 10   | Marcus Hansson | Kawasaki | 198   |

## 250 cc

### Calendario
| Prova | Data      | Gran Premio                   | Località      | Vincitore GP     |
| ----- | --------- | ----------------------------- | ------------- | ---------------- |
| 1     | 5 aprile  | Gran Premio dei Paesi Bassi   | Valkenswaard  | Stefan Everts    |
| 2     | 12 aprile | Gran Premio di Svizzera       | Payerne       | Trampas Parker   |
| 3     | 26 aprile | Gran Premio d'Austria         | Schwanenstadt | Alessandro Puzar |
| 4     | 3 maggio  | Gran Premio d'Italia          | Gallarate     | Donny Schmit     |
| 5     | 14 giugno | Gran Premio di Germania       | Northeim      | Donny Schmit     |
| 6     | 21 giugno | Gran Premio di Gran Bretagna  | Foxhill       | Bob Moore        |
| 7     | 27 giugno | Gran Premio d'Irlanda         | Killinchy     | Donny Schmit     |
| 8     | 12 luglio | Gran Premio del Venezuela     | Maracay       | Trampas Parker   |
| 9     | 19 luglio | Gran Premio degli Stati Uniti | Unadilla      | Jeff Stanton     |
| 10    | 2 agosto  | Gran Premio di Svezia         | Tibro         | Donny Schmit     |
| 11    | 9 agosto  | Gran Premio di Finlandia      | Heinola       | Rob Herring      |
| 12    | 23 agosto | Gran Premio del Giappone      | Suzuka        | Mike Kiedrowski  |

### Classifica finale piloti
| Pos. | Pilota           | Moto     | Punti |
| ---- | ---------------- | -------- | ----- |
| 1    | Donny Schmit     | Yamaha   | 416   |
| 2    | Bob Moore        | Yamaha   | 368   |
| 3    | Edwin Evertsen   | Kawasaki | 362   |
| 4    | Alessandro Puzar | Yamaha   | 359   |
| 5    | Trampas Parker   | Honda    | 302   |
| 6    | Robert Herring   | Honda    | 295   |
| 7    | Marnicq Bervoets | Yamaha   | 263   |
| 8    | Bader Manneh     | Honda    | 241   |
| 9    | Peter Johansson  | Yamaha   | 235   |
| 10   | James Dobb       | Kawasaki | 223   |

## 125 cc

### Calendario
| Prova | Data      | Gran Premio                   | Località             | Vincitore GP      |
| ----- | --------- | ----------------------------- | -------------------- | ----------------- |
| 1     | 29 marzo  | Gran Premio di Spagna         | Jerez de la Frontera | Greg Albertyn     |
| 2     | 5 aprile  | Gran Premio del Portogallo    | Cortelha             | Pedro Tragter     |
| 3     | 12 aprile | Gran Premio d'Italia          | Ponte a Egola        | Pedro Tragter     |
| 4     | 26 aprile | Gran Premio di Francia        | Plomion              | Yves Demaria      |
| 5     | 3 maggio  | Gran Premio del Belgio        | Genk                 | Dave Strijbos     |
| 6     | 10 maggio | Gran Premio di Svezia         | Tomelilla            | Dave Strijbos     |
| 7     | 24 maggio | Gran Premio d'Ungheria        | Kaposvár             | John Van Den Berk |
| 8     | 14 giugno | Gran Premio di Cecoslovacchia | Holice               | Greg Albertyn     |
| 9     | 12 luglio | Gran Premio di Polonia        | Gdynia               | Greg Albertyn     |
| 10    | 26 luglio | Gran Premio del Guatemala     | Amatitlán            | Tallon Vohland    |
| 11    | 2 agosto  | Gran Premio dei Paesi Bassi   | Mill                 | Greg Albertyn     |
| 12    | 23 agosto | Gran Premio del Giappone      | Suzuka               | Pedro Tragter     |

### Classifica finale piloti
| Pos. | Pilota            | Moto     | Punti |
| ---- | ----------------- | -------- | ----- |
| 1    | Greg Albertyn     | Honda    | 485   |
| 2    | Dave Strijbos     | Honda    | 451   |
| 3    | Pedro Tragter     | Suzuki   | 451   |
| 4    | Yves Demaria      | Suzuki   | 306   |
| 5    | Joakim Karlsson   | Kawasaki | 290   |
| 6    | Andrea Bartolini  | Honda    | 288   |
| 7    | Peter Beirer      | Suzuki   | 288   |
| 8    | Tallon Vohland    | Suzuki   | 284   |
| 9    | John Van Den Berk | Suzuki   | 265   |
| 10   | Charrel Sweebe    | Honda    | 198   |